# Allée couverte de la Tardivière

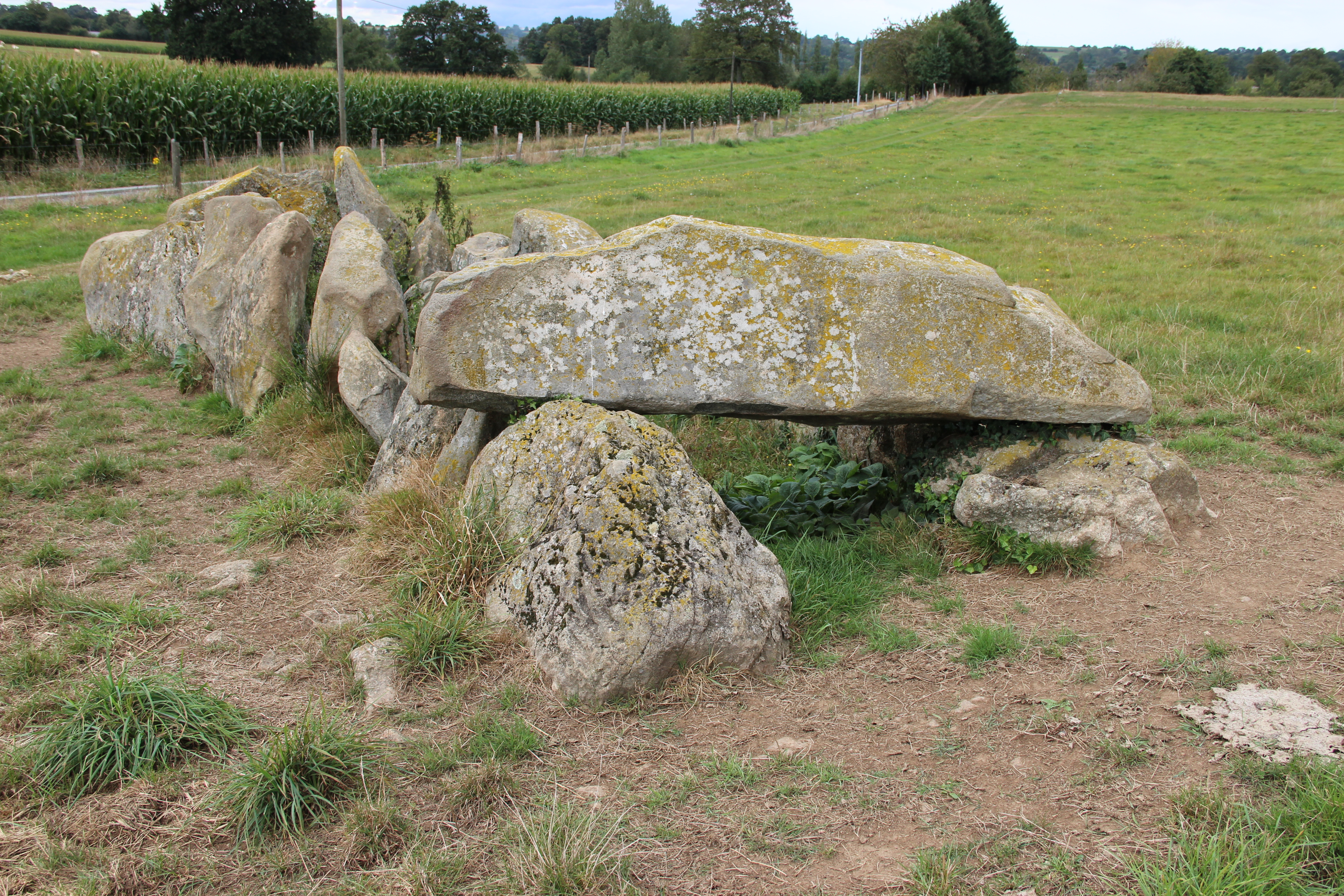
Allée couverte de la Tardivière

Die Allée couverte de la Tardivière liegt etwa 200 Meter östlich der D220 (von Ernée nach Carelles), neben dem Fahrweg, der zum Bauernhof von Tardivière in Ernée im Département Mayenne in Frankreich führt.
De la Tardivière ist eine West-Ost orientierte kleine Allée couverte in ruinösem Zustand von 6,0 bis 7,0 Meter Länge, in leichter Hanglage. Sie hat acht seitliche Tragsteinpaare und einen Endstein am oberen Ende. Ein großer Stein liegt als einziger erhaltener Deckstein am unteren, westlichen Ende auf.
Auf der westlichen Seite der D220 liegt etwa 250 m entfernt der Dolmen Contrie du Rocher.

Allée couverte de la Tardivière
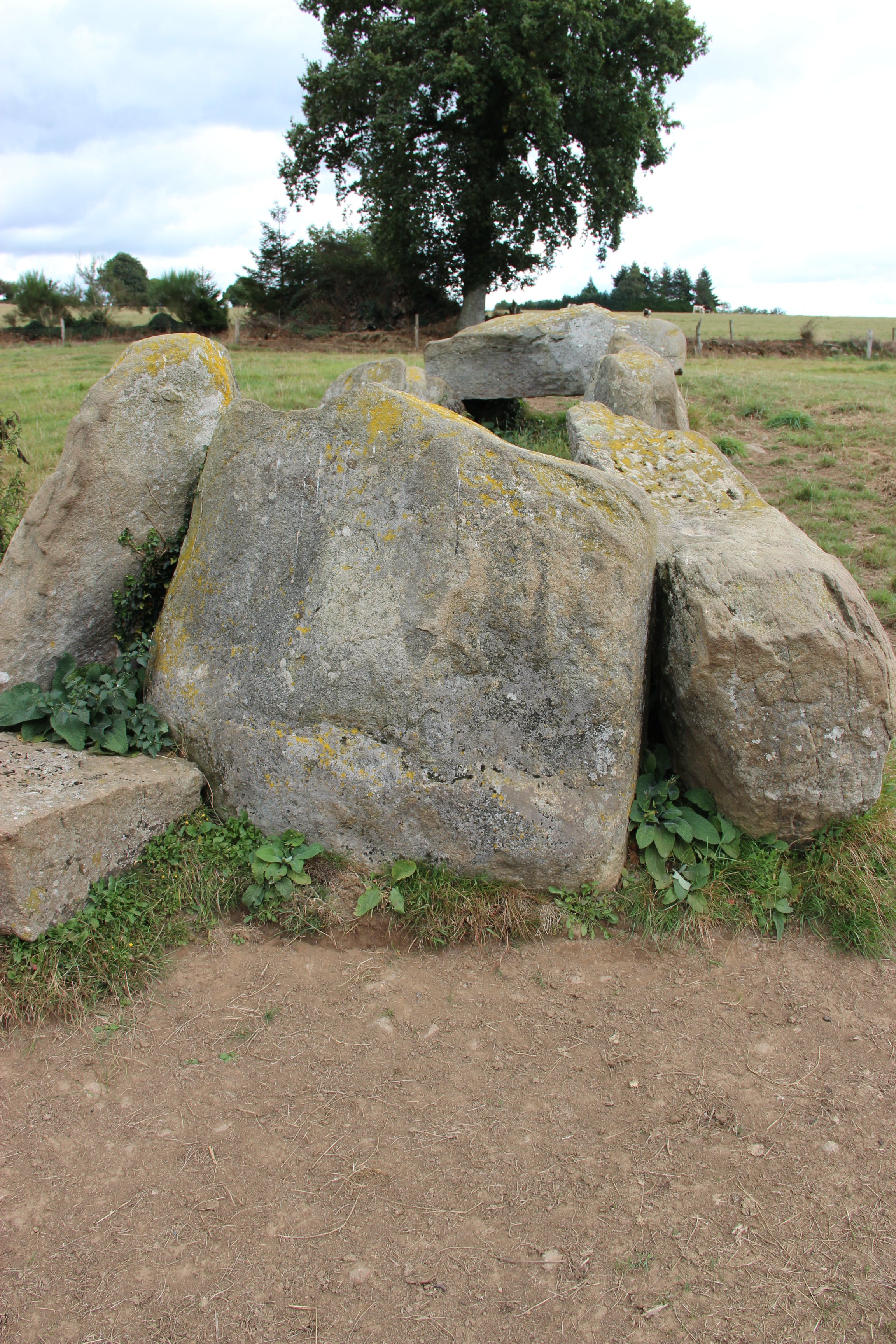
Schema Galeriegrab
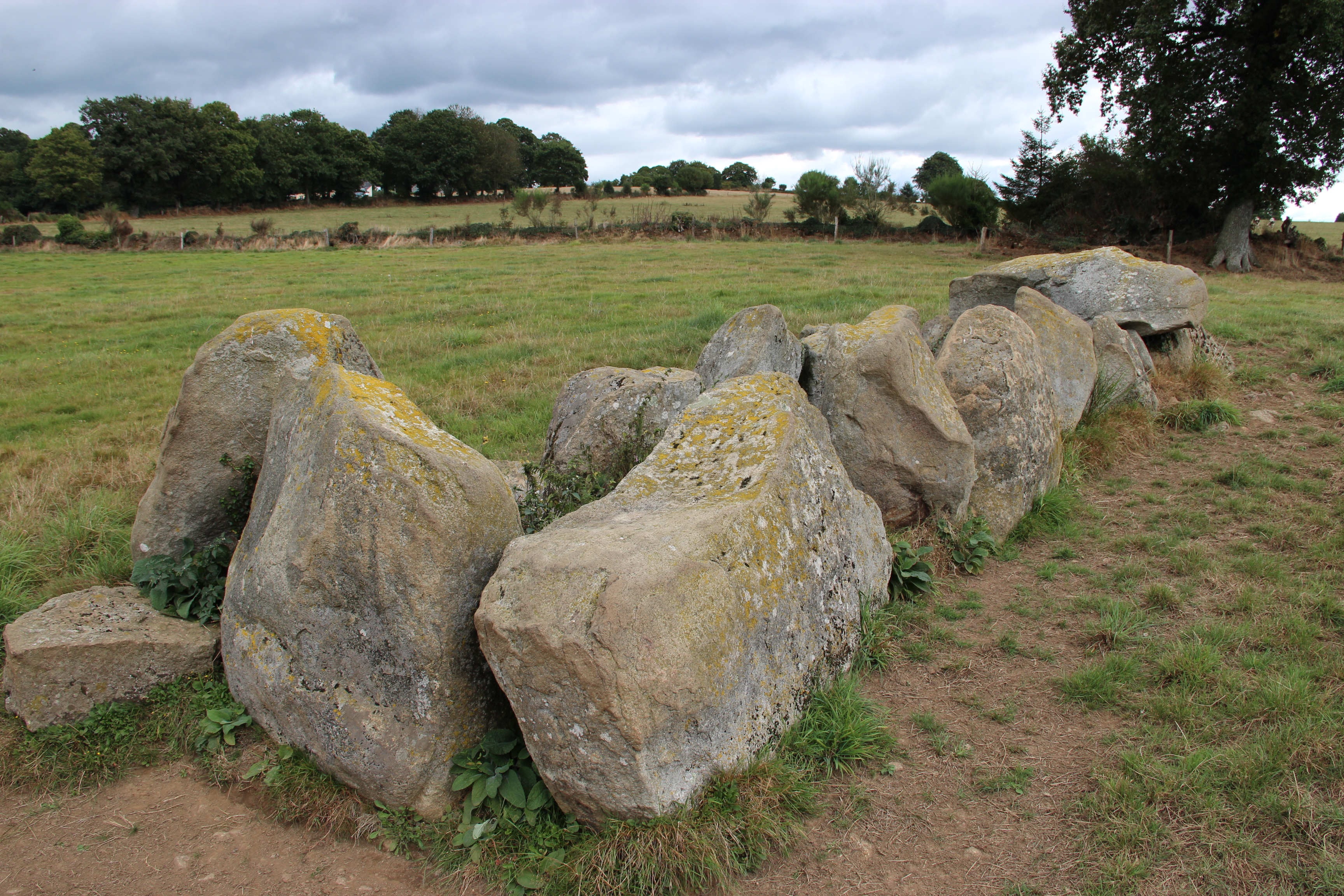